# Brdovec
Brdovec  è un comune della Croazia di 10 287 abitanti della Regione di Zagabria.